# NGC 2543
NGC 2543 è una galassia a spirale barrata situata nella costellazione della Lince, a una distanza di circa 128 milioni di anni luce dalla nostra Via Lattea.

## Scoperta
La galassia è stata scoperta il 3 febbraio 1788 dall'astronomo britannico di origine tedesca William Herschel. Oltre un secolo dopo, il 12 febbraio 1896, venne nuovamente osservata dall'astronomo francese Stéphane Javelle; la sua nuova descrizione è stata inserita nell'Index Catalogue con il codice IC 2232.

## Descrizione
NGC 2543 ha una classe di luminosità II e presenta una larga riga a 21 cm dell'idrogeno neutro. 
Inoltre è una galassia di campo, cioè una galassia che non appartiene ad alcun ammasso o gruppo di galassie ed è quindi gravitazionalmente isolata.
L'indagine astronomica SAGA indirizzata alla ricerca di galassie satelliti attorno ad altre galassie, ha permesso di confermare la presenza di tre galassie satelliti attorno a NGC 2543.